# 고빈다 바가바트파다

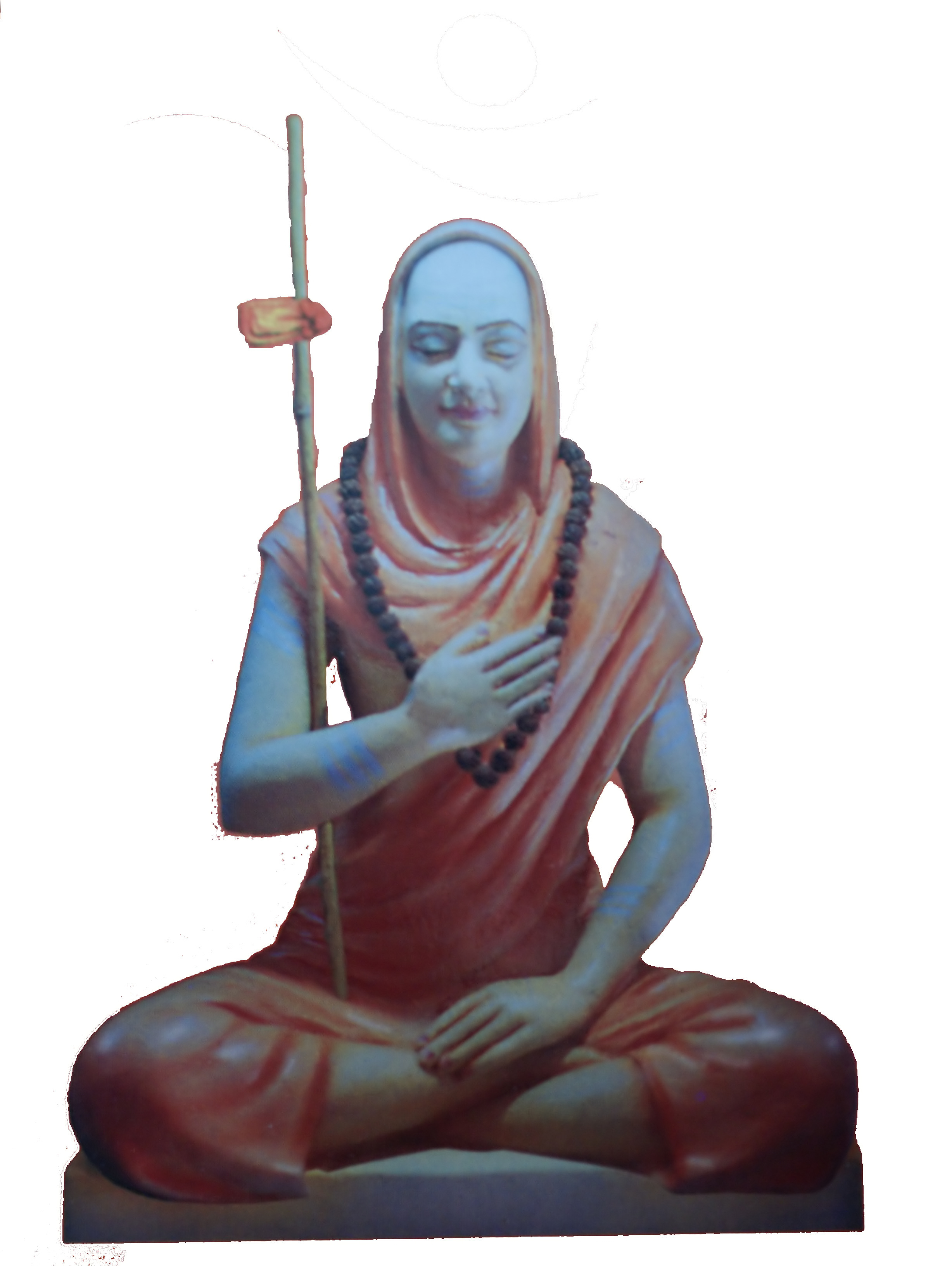

고빈다 바가바트파다(Govinda Bhagavatpada)는 아디 샹카라의 구루이다. 모든 전통 문헌에서 아디 샹카라의 교육인으로 언급하고 있는 것 외에는 그의 삶과 작품에 대해 알려진 내용은 거의 없다. 셰샤의 화신으로 간주된다.
마다비야 샹카라비자야에 따르면 아디 샹카라는 케랄라주를 떠나 나르마다강둑에 도달하여 고빈다 바가바트파다를 만났다.